# نساء على الأمواج
نساء على الأمواج (بالإنجليزية: Women on Waves)‏ وتُدعى اختصارًا WoW، هي منظمة هولندية غير ربحية مؤيدة للإجهاض أنشئت عام 1999 من قبل الطبيب الهولندي «ريبيكا غومبرتس»، من أجل تقديم خدمات الصحة الإنجابية، ولا سيما خدمات الإجهاض غير الجراحية، للنساء في البلدان ذات قوانين الإجهاض المقيدة.
الخدمات الأخرى التي تقدمها منظمة نساء على الأمواج تشمل وسائل منع الحمل والاستشارة الإنجابية. يتم توفير الخدمات على سفينة بتكليف يحتوي على عيادة متنقلة تم بناؤها خصيصًا. عندما تزور منظمة نساء على الأمواج بلدًا، تقوم النساء بالتعيين، ويتم نقلهن على متن السفينة. ثم تبحر السفينة إلى المياه الدولية (حيث تكون القوانين الهولندية سارية المفعول على متن السفينة) لإجراء الإجهاض الطبي.

## ريبيكا غومبرتس

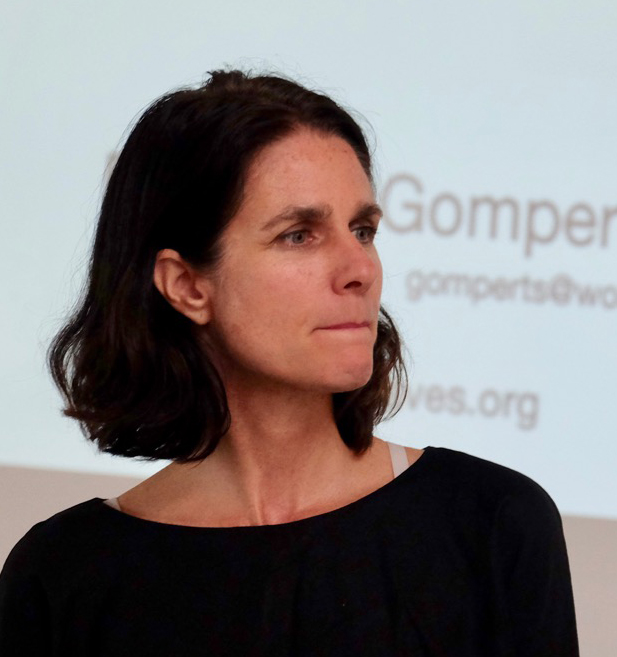
ريبيكا غومبرتس، لودز، بولندا، 2017

ريبيكا غومبرتس هي طبيبة ممارسة عامة، فنانة وناشطة في مجال حقوق المرأة. ولدت في عام 1966، نشأت غومبرتس في مدينة ميناء فليسينجين، هولندا. انتقلت إلى أمستردام في الثمانينيات حيث درست الفن والطب في وقت واحد. بالاعتماد على تجاربها كطبيبة مقيمة في سفينة «غرينبيس» (Rainbow Warrior II)، التي كان بارت جيه تيرويل رئيسها، ابتكرت غومبرتس منظمة نساء على الأمواج من أجل معالجة القضايا الصحية الناجمة عن الإجهاض غير القانوني. أثناء زيارتها لأمريكا اللاتينية على متن السفينة راينبو واريور 2، استلهمت المنظمة الرغبة في زيادة تسهيل التغيير الاجتماعي وصحة المرأة.
في بعض البلدان النامية، يتم إجراء ما يصل إلى 800 عملية إجهاض غير قانونية يوميًا، على النقيض من بعض الدول المتقدمة، مثل هولندا، حيث يمكن للسكان الحصول على عمليات الإجهاض الآمن والقانوني والطبي وموانع الحمل. بالتعاون مع «أتيلييه فان ليسهوت»، قامت بتصميم وحدة طب نسائية محمولة تسمى «A-portable- محمول» يمكن تثبيتها على سفن مستأجرة. الأهداف المعلنة للمنظمة هي زيادة الوعي وتحفيز النقاش حول القوانين المتعلقة بالإجهاض والتي يزعمون أنها مقيدة، بالإضافة إلى توفير الإجهاض الآمن غير الجراحي للنساء اللواتي يعشن في دول يكون الإجهاض فيها غير قانوني.

## الرحلات
في عام 2002، أعطى وزير الصحة الهولندي، «إلس بورست»، الإذن لمجموعة النساء على الأمواج لتقديم الحوامل لحبوب الإجهاض على متن قاربهم «أورورا». وفقا لبورست، كان القرار يتماشى مع سياسة الحكومة الهولندية بشأن مسألة الاستقلالية الجنسية للمرأة. تم إعطاء الإذن بشرط استخدام حبوب الإجهاض فقط لإنهاء الحمل لمدة تصل إلى ستة أسابيع وسيتم توفيرها في وجود طبيب أمراض نسائية.

### أيرلندا
أجرت «نساء على الأمواج» رحلتها الأولى على متن أورورا إلى أيرلندا في عام 2001. حملت السفينة طبيبين هولنديين وممرضة هولندية.

### بولندا
أبحرت «نساء على الأمواج» لانغنورت إلى بولندا في عام 2003. وجدت شركة الاستطلاعات الرسمية في بولندا، سينتروم بادانيا أوبييني سبوليتشيني، أنه قبل زيارة منظمة نساء على الأمواج، أيد 44% من السكان تحرير قوانين الإجهاض، وأنه بعد الزيارة، ارتفعت النسبة إلى 56 ٪.

### البرتغال
في عام 2004، تم منع محاولتهم للدخول إلى المياه البرتغالية عندما رفضت الحكومة السماح لهم بالدخول، وحظروا سفينتهم سفينة الحربية التابعة للبحرية.

### إسبانيا
في عام 2008، هبطت سفينة «نساء على أمواج» في فالنسيا، إسبانيا، حيث كان الاستقبال فيها مختلطًا. دعم بعض المتظاهرين المجموعة، بينما عارضها آخرون. وفقا لوكالة الأنباء الكاثوليكية:
«في 18 أكتوبر، اجتمعت مجموعة مكونة من أربعين من النسويات لمواجهة الاحتجاجات المؤيدة للحياة، والتي جلبت أربعة أضعاف هذا العدد من الناس. لقد مررن صناديق من المربعات مع صورة كنيسة محترقة وعنوانها» الكنيسة الوحيدة التي تجلب النور هو الذي يحترق.
في 19 أكتوبر، اجتمعت النسويات مرة أخرى لتوزيع المباريات لكنهن قررن حلها بعد أن غمرهن العدد الكبير من المتظاهرين المعارضون للإجهاض الذين تجمعوا في الميناء حيث رست سفينة الإجهاض ". عندما حاولت السفينة أن ترسو في وسط المتظاهرين المعارضين للإجهاض والمؤيدين لحق الاختيار، قام رجال دوريات المرافئ الذين كانوا يركبون قاربًا صغيرًا بحمل حبل حول رأس السفينة وحاولوا سحبها من دخول رصيف رسو السفينة.

### المغرب
في 3 أكتوبر 2012، قامت وزارة الصحة المغربية بفرض حظر يمنع دخول سفينة «نساء على الأمواج» لانغنورت إلى ميناء سمير.

### غواتيمالا
في 22 فبراير 2017، رست سفينة نساء على الأمواج في بويرتو كيتزال على ساحل المحيط الهادي في زيارة مدتها خمسة أيام. في 23 فبراير، تم إغلاق المؤتمر الصحفي المقرر بعد فترة وجيزة من بدئه وفرض حصار من قبل قوات الجيش، مما منع النشطاء من النزول والزوار من الصعود.

## وثائقي
في عام 2014، تم عرض فيلم وثائقي قدمته «ديانا ويتن» تركز على نساء على الأمواج في مهرجان إس إكس إس دبليو السينمائي في أوستن، تكساس، الولايات المتحدة.